# Litas lituano
Il litas lituano è stata la valuta utilizzata in Lituania fino al 1º gennaio 2015, quando è stata sostituita dall'euro. Il simbolo era Lt, il plurale litai o litų. Il codice ISO 4217 era LTL. Un litas era suddiviso in centas (plurale in lituano centai).
Il nome deriva dal nome del paese (come anche per il lats lettone).
Il litas fu introdotto per la prima volta nel 1922 dopo la prima guerra mondiale, quando la Lituania dichiarò la propria indipendenza dall'Impero russo e circolò fino al 1940 quando la Lituania venne annessa all'Unione Sovietica. Fu quindi sostituita dal rublo sovietico. Dopo il ritorno all'indipendenza della repubblica lituana e dopo un periodo di circolazione di una valuta temporanea (il talona), fu reintrodotto il 25 giugno 1993.
In seguito all'adozione della moneta unica anche da parte della Lituania, diciannovesimo paese dell'eurozona, a partire dal 15 gennaio 2015 il litas non ha più valore legale.

## Primo litas, 1922-1941

### Storia
Il primo litas fu introdotto il 2 ottobre 1922 in sostituzione dell'ostmark e dell'ostruble, che erano stati entrambi emessi dalle forze d'occupazione tedesche durante la prima guerra mondiale. In Lituania l'ostmark era anche conosciuto come auksinas.
Il litas fu fissato con il valore di 10 litas = 1 dollaro statunitense e fu suddiviso in 100 centas. Nonostante la depressione economica mondiale, il litas era una moneta abbastanza forte e stabile. Un litas era coperto da 0,150462 grammi di oro depositati dalla Banca di Lituania in paesi stranieri. Nel marzo 1923 la circolazione totale ammontava a 39.412.984 litas, coperti per 15.738.964 da oro e per 24.000.000 da titoli altamente affidabili ("high exchange securities").
Almeno un terzo della circolazione doveva essere coperto da oro ed il resto da altri titoli sicuri. Nel 1938 si aveva che 1 US$ = 5,9 litas.
Il valore del litas crollò a circa 0,20 US$ prima di scomparire nel 1941.
Il litas fu sostituito dal rublo sovietico nell'aprile 1941, dopo che la Lituania fu annessa all'Unione Sovietica, con un tasso di cambio di 1 litas = 0,9 rubli anche se il valore reale del litas era di 3-5 rubli. Questo tasso di cambio permise di fare enormi profitti agli ufficiali dell'esercito e del partito. Cercando di proteggere il valore della valuta, la popolazione iniziò a fare acquisti massicci che, assieme alla caduta della produzione causata dalla nazionalizzazione, causò una sensibile riduzione delle scorte. Quindi il cambio fu limitato a 250 litas prima della completa abolizione del litas.

### Monete
Le monete furono introdotte nel 1925 con i valori di 1, 2, 5, 10, 20 e 50 centas, e da 1, 2 e 5 litas. Le monete con i valori in litas erano d'argento. La moneta da 10 litas fu introdotta nel 1936. Tutte queste monete furono disegnate dallo scultore Juozas Zikaras (1881-1944).
sono coniate in oro

### Banconote
Nel 1922 la Banca di Lituania emise banconote con i valori da 1, 2, 5, 10, 20 e 50 centas e da 1, 2, 5, 10, 50 e 100 litas. Nel 1924 furono emesse anche le banconote da 500 e 1000 litas.
I valori sotto i 5 litas furono sostituiti da monete nel 1925.

## Secondo litas, 1993-2014
Il litas divenne la valuta della Lituania una seconda volta il 25 giugno 1993, quando sostituì la valuta temporanea chiamata talonas con un tasso di 1 litas = 100 talonas.

### Storia

#### Lavoro preparatorio
I responsabili iniziarono a preparare l'introduzione del litas già prima che fosse dichiarata l'indipendenza. Si pensava di introdurre il litas accanto al rublo anche se la Lituania fosse rimasta parte dell'Unione Sovietica.
Nel dicembre 1989 fu chiesto ad artisti di presentare degli abbozzi di possibili monete e banconote. Fu anche preparato un elenco di personaggi famosi per scegliere che sarebbe stato raffigurato.
La Banca di Lituania fu fondata il 1º marzo 1990. Dieci giorni dopo la Lituania dichiarò la propria indipendenza. Inizialmente il governo lituano contattò inutilmente la Francois Charles Oberthur, una ditta che si trova in Francia per stampare le proprie banconote. Nel novembre 1990 la Banca di Lituania decise di lavorare con la United States Banknote Corporation (ora American Banknote Corporation). Verso la fine dell'autunno del 1991 la prima spedizione di banconote e di monete denominate in litas arrivò in Lituania.
Nel novembre 1991 fu approvata la legge monetaria e fu creato il comitato del litas. Aveva il compito di fissare la data in cui il litas sarebbe entrato in circolazione, i termini per il ritiro dalla circolazione del rublo, il tasso di cambio del litas e altre condizioni. I responsabili hanno atteso un po' che l'economia si stabilizzasse per non esporre la nuova moneta all'inflazione. L'80% del commercio della Lituania era con la Russia ed il governo aveva la necessità di trovare una transizione morbida dalla zona del rublo. La Lituania aveva anche la necessità di trovare risorse per creare un fondo di stabilizzazione.

#### Reperimento dei fondi
In principio, la Lituania non aveva oro o altri titoli per supportare il litas. La Lituania aveva bisogno di trovare circa 200 milioni di dollari per formare il fondo di stabilizzazione. Per prima cosa, cercò quindi di recuperare le sue riserve pre-belliche (circa 10 tonnellate) da Francia, Regno Unito, Svizzera, ecc. Nel periodo tra le due guerre mondiali la Lituania aveva depositato infatti le proprie riserve auree in banche straniere. Dopo l'occupazione del 1940 queste riserve divennero “di nessuno”: la Lituania non esisteva più e la maggior parte dei paesi occidentali condannò l'occupazione ritenendola illegale e non riconobbe l'Unione Sovietica come successore. La Banca d'Inghilterra, ad esempio, vendette tali riserve all'Unione Sovietica nel 1967. Comunque, nel gennaio 1992 ha annunciato che questa azione fu un “tradimento della popolazione degli stati baltici” e che avrebbe restituito l'ammontare di oro originalmente depositato, ora valorizzato circa 90 milioni di sterline, ai tre paesi baltici. La Lituania ricevette 18,5 milioni di sterline o 95.000 once d'oro e rimase cliente della banca. Allo stesso modo, nel marzo 1992, la Lituania ha reclamato oro dalla Banca di Francia e, più tardi, dalla Banca di Svezia.
Nell'ottobre 1992, il Fondo Monetario Internazionale (organizzazione a cui la Lituania aveva aderito il 29 aprile 1992) garantì il primo prestito di 23,05 milioni di dollari per creare il fondo di stabilizzazione. Comunque è stato stimato che, al momento dell'introduzione della nuova valuta, la Lituania era riuscita a raccogliere solamente 120 milioni di dollari per il fondo di stabilizzazione. Per un breve periodo questo è stato tenuto segreto, al fine di non danneggiare ulteriormente la reputazione e la fiducia nel litas.

#### Introduzione del litas

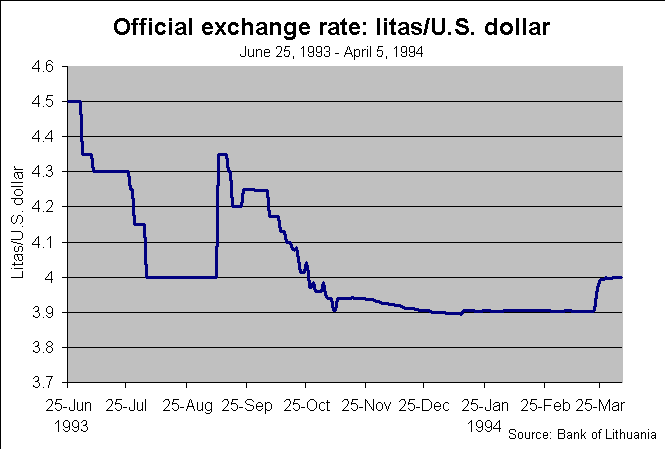
Tasso ufficiale di cambio tra litas e US$ nel periodo giugno 1993 - marzo 1994 secondo le statistiche pubblicate dalla Banca di Lituania

Il 25 giugno 1993 il litas è stato finalmente introdotto con il rapporto di cambio di 1 litas per 100 talonas. Il cambio con il dollaro era pari a 1 US$ = 4,5 litas e si ridusse a 4,2 litas in un paio di settimane, anche se l'introduzione del litas fu seguita da uno scandalo. Infatti il governo permise la conversione di ammontari illimitati di talonas in litas senza obbligo di dimostrare la provenienza dei talonas e questo rese possibile a organizzazioni criminali la legalizzazione dei propri fondi.
In luglio la circolazione dei talonas finì e il 1º agosto 1993 il litas divenne l'unica valuta legale. In seguito alla reintroduzione del litas, venne fatto uno sforzo per eliminare i dollari dal mercato. Infatti il talonas non aveva mai goduto veramente la fiducia della popolazione e il rublo era una valuta molto instabile. Per questo, la gente iniziò ad usare il dollaro come valuta stabile. Un'altra alternativa era costituita dal marco tedesco, che non era però disponibile in grandi quantità. Molti negozi esibivano i prezzi in diverse valute, dollaro incluso, e l'economia era molto "dollarizzata" tanto che divenne legale concludere transazioni commerciali con valuta straniera.
A causa della scarsa qualità delle banconote (sia dei talonas che dei primi litas) era facile la contraffazione. La maggior parte dei negozi si videro costretti ad acquistare lampade a raggi ultravioletti per controllare i falsi. Un gruppo, ad esempio, stampò banconote da 500 talonas in Turchia per un valore complessivo stimato pari a 140.000 litas.
Dal 1º aprile 1994 al 1º febbraio 2002, il litas è stato ancorato al dollaro al tasso di cambio fisso di 4 LTL = 1 USD (nel semestre precedente il litas si era stabilizzato a un livello di circa 3,9). Le principali motivazioni di questa decisione erano la scarsa fiducia nel nuovo sistema monetario, il timore di ampie oscillazioni dei tassi di cambio, il desiderio di attrarre investitori esteri e le raccomandazioni del Fondo Monetario Internazionale. L'ancoraggio era rinnovabile con cadenza annuale. A un certo momento è stata presa in considerazione la possibilità di ancorare il litas a un paniere di valute: l'ECU. Nel medesimo periodo la Lituania istituì inoltre un currency board.
Dal 1º aprile 1994 il litas è completamente coperto da oro e titoli altamente affidabili.

#### Il litas e l'euro
Il 2 febbraio 2002 il litas è stato collegato all'euro con un rapporto di cambio di 3,45280 LTL = 1 EUR; il rapporto non è mai cambiato fino alla sostituzione del litas con l'euro. Il paese era quindi divenuto membro de facto dell'eurozona. Il 28 giugno 2004 il litas è entrato a far parte dell'ERM II, il meccanismo di cambio dell'Unione europea. La Lituania era interessata ad aderire al meccanismo sin dal suo ingresso nell'UE. Il 4 giugno 2014 è stato annunciato che l'euro avrebbe sostituito la litas a decorrere dal 1º gennaio 2015.
Ufficialmente, il litas lituano è fuori corso a partire dal 15 gennaio 2015.

### Monete
Nel 1993 furono introdotte delle monete, datate 1991, con i valori da 1, 2, 5, 10, 20 e 50 centas e da 1, 2 e 5 litas. I pezzi da 1, 2 e 5 centas furono coniati in alluminio, quelli da 10, 20 e 50 centas in bronzo e le monete in litas erano in cupro-nickel. Nel 1997 furono introdotto monete in nichel-bronzo da 10, 20 e 50 centas, seguite l'anno successivo da monete in cupro-nickel da 1 litas e da monete bimetalliche da 2 e da 5 litas. Tutte le monete hanno al dritto lo stemma della Lituania, un cavaliere su cavallo saliente, al centro ed il nome dello stato "LIETUVA".
Le prime monete furono coniate nel Regno Unito ed arrivarono in Lituania il 31 ottobre 1991.
Attualmente tutte le monete sono coniate nella zecca lituana, un'azienda pubblica che ha iniziato l'attività nel settembre 1992, riuscendo a ridurre i costi dell'introduzione del litas.

### Banconote

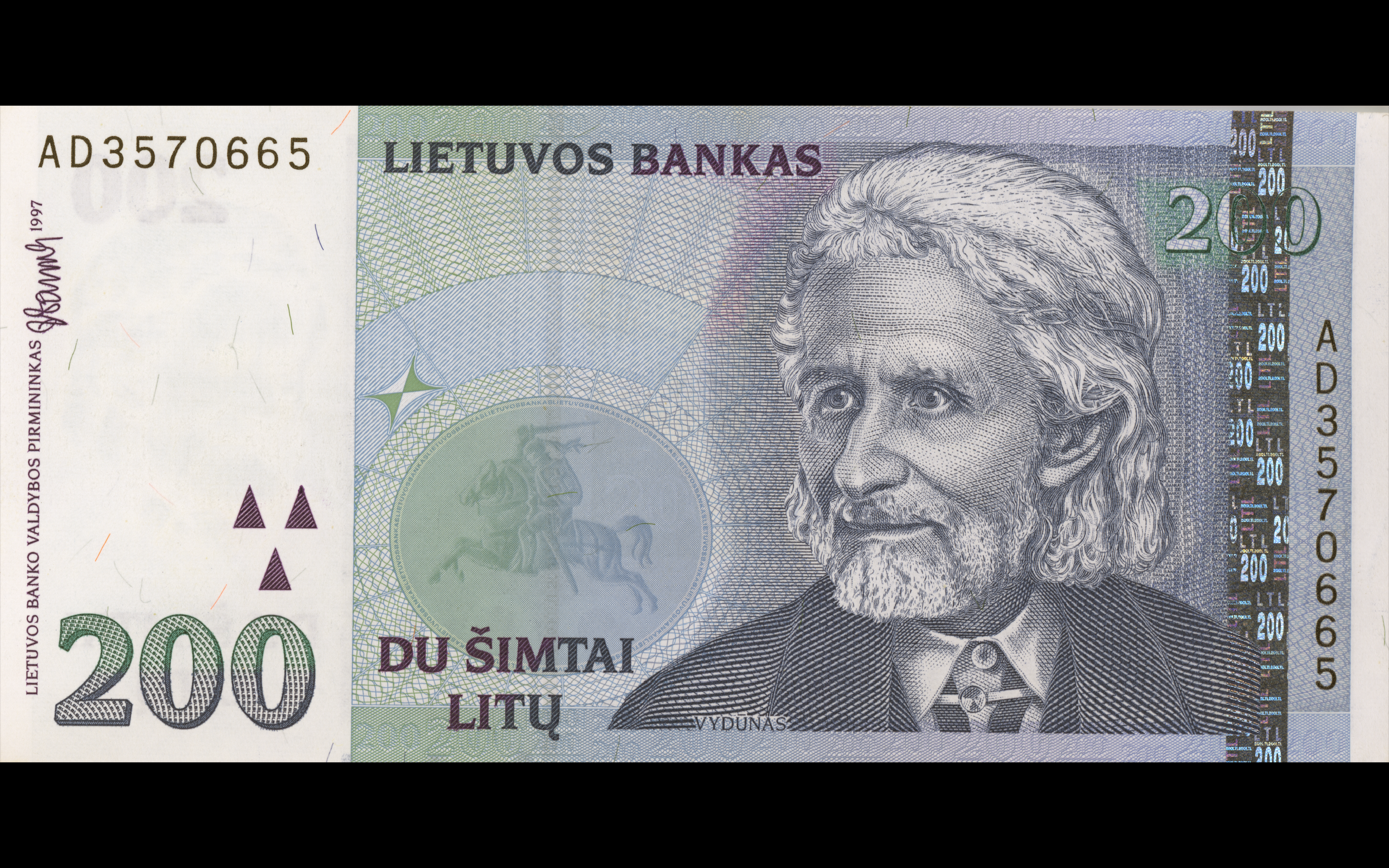
200 litas

Nel 1993 sono state emesse banconote (datate 1991) con i valori da 10, 20, 50, 100, 500 e 1000 litas. A causa del disegno povero erano facili da falsificare e fu rapidamente immessa una seconda serie con i valori da 1, 2, 5, 10, 20 e 50 litas; solo la banconota da 100 precedente è rimasta in circolazione. Le banconote da 200 litas sono state introdotte nel 1997 e quelle da 500 nel 2000.

## Tassi storici di cambio
Dal 1994 al 2002, il litas fu agganciato al dollaro statunitense al cambio fisso di 1 USD = 4 LTL. Dal 2002 al 2015 all'euro, tramite il sistema ERM II, al cambio di 1 EUR = 3,45280 LTL.
La Lituania ha adottato l'euro il 1º gennaio 2015.